# Liegi-Bastogne-Liegi 1926
La Liegi-Bastogne-Liegi 1926, sedicesima edizione della corsa, fu disputata il 2 maggio  1926 per un percorso di 231 km. Fu vinta dal belga Dieudonné Smets, giunto al traguardo in 7h48'30" alla media di 29,580 km/h, precedendo i connazionali Joseph Siquet e Alexis Macar. 
Dei 56 ciclisti alla partenza coloro che portarono a termine la gara al traguardo di Liegi furono 28.

## Ordine d'arrivo (Top 10)
| Pos. | Corridore                 | Squadra                   | Tempo                     |
| ---- | ------------------------- | ------------------------- | ------------------------- |
| 1    | Dieudonné Smets           | -                         | 7h48'30"                  |
| 2    | Joseph Siquet             | -                         | s.t.                      |
| 3    | Alexis Macar              | -                         | a 1'15"                   |
| 4    | Joseph Wauters            | -                         | a 4'00"                   |
| 5    | Albert Bolly              | -                         | s.t.                      |
| 6    | Louis Muller              | -                         | s.t.                      |
| 7    | 8 ciclisti a s.t. ex æquo | 8 ciclisti a s.t. ex æquo | 8 ciclisti a s.t. ex æquo |